# フロリダンス
フロリダンス（ふろりだんす、英: FLORIDANCE）は、アメリカ合衆国出身の舞踏家であるリチャード・ハートと、日本の舞台美術家でありパフォーマンスアーティストでもある柿崎順一による、ダンスおよびパフォーマンスアートのユニットである。
2002年東京で結成され長野市にて初公演、一躍脚光を浴びる。フロリダンスは花もしくは華（英: flower）と舞踊（英: dance）の組み合わせによる造語で、命名は柿崎順一による。
花を主材としたインスタレーションによる舞台装置（フラワーアート）と、ダンス（暗黒舞踏）のコラボレーションによるパフォーマンスアートが主な作品の形態を成す。

## 公演歴
- 2002年 「FLORIDANCE　-Destroy [破壊]」 長野・ピカデリーホール（音楽:内堀悠介）
- 2003年 「The Color of Skin in the Absence of Sunlight? [太陽の光を失った皮膚の色]」 ストックホルム・Fylkingen （音楽:内堀悠介）
- 2003年 「FLORIDANCE　-Projection [投影] Movie Screening + Act」 長野・ピカデリーホール（音楽:内堀悠介）
- 2003年 「FLORIDANCE　-Finale [終焉]」 長野・ピカデリーホール（音楽:内堀悠介）
- 2004年 「FLORIDANCE　-Rebirth [再生]」 長野・紅蓮劇場稽古場（音楽:後藤剛史）
- 2005年 「FLORIDANCE　-Rebel Installation in Nagano [残]」 長野・善光寺 仁王門